# Bridget Driscoll

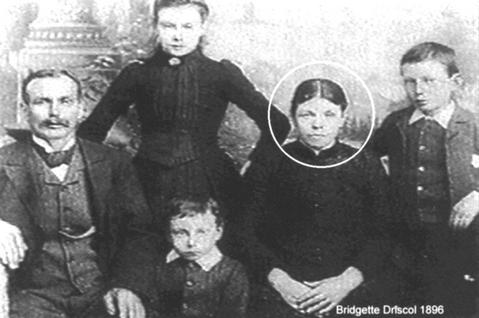
Bridget Driscoll

Bridget Driscoll (* 1851; † 17. August 1896 in London) gilt als der erste Mensch, der durch einen Verkehrsunfall starb, an dem ein Automobil beteiligt war.
Die 44- oder 45-jährige Bridget Driscoll besuchte an diesem Tag im Londoner Hyde Park eine Veranstaltung der League of the Cross, einer katholischen Abstinenzbewegung. Dort fand zur selben Zeit auch eine Technikschau statt. Driscoll überquerte mit ihrer sechzehnjährigen Tochter gerade eine Straße am Areal der Terrasse hinter dem Crystal Palace, als ein Roger-Benz der Anglo-French Motor Carriage Company eine Demonstrationsfahrt absolvierte und sie dabei mit einer Geschwindigkeit von etwa 4 mph (6,4 km/h) zu Boden stieß. Sie erlitt dadurch eine schwere Kopfverletzung und starb wenige Minuten später. Die Geschwindigkeit des Wagens wurde von Augenzeugen als „rücksichtsloses Tempo, fast wie ein galoppierendes Pferd oder Feuerwehrwagen“ beschrieben.
Der Wagen wurde von Arthur James Edsall gelenkt. Auf dieser Fahrt, die die Vorzüge des Automobils veranschaulichen sollte, befand sich Alice Standing auf dem Beifahrersitz. Sie behauptete später, Edsall hätte den Motor modifiziert, damit der Wagen schneller fahren konnte, jedoch konnte diese Behauptung von fachmännischer Seite widerlegt werden.
Ein eingeleitetes Gerichtsverfahren ergab nach sechsstündiger Verhandlung, der Tod sei durch einen Unfall eingetreten. Der Coroner Percy Morrison sagte zum Abschluss des Verfahrens, er hoffe, dass so etwas nie wieder passieren werde. Zu einer Strafverfolgung kam es nicht.